# Mochudi
Mochudi je grad u Bocvani, sjedište distrikta Kgatleng. Nalazi se na jugoistoku države, na rubu pustinje Kalahari, 35 km sjeverno od glavnog grada Gaboronea i isto toliko od granice s Južnoafričkom Republikom te nekoliko kilometara od ceste koja povezuje Gaborone s Francistownom. Većinu stanovništva čine pripadnici naroda Tswana (pleme Kgatla ili Bakgatla), koji su 1871. godine i osnovali naselje.
Zbog svojeg položaja uz pustinju Kalahari, grad je izložen višekratnim razdobljima jake suše. Unatoč tome, temelj lokalne privrede su ratarstvo i stočarstvo. Voda se dobiva iz bušotina.
Bolnica u Mochudiju mjesto je projekta harvardske skupine za prevenciju AIDS-a: utvrđuju se osobe nedavno zaražene HIV-om te ih se stavlja na antiretrovirusnu terapiju kako bi se smanjila količina virusa.
Godine 2001. Mochudi je imao 36.962 stanovnika.